# デルニーチェ
デルニーチェ（伊: Dernice）は、イタリア共和国ピエモンテ州アレッサンドリア県にある、人口約200人の基礎自治体（コムーネ）。

## 地理

### 位置・広がり
| 隣接するコムーネは以下の通り。 - ボルゲット・ディ・ボルベーラ - ブリニャーノ＝フラスカータ - カンタルーポ・リーグレ - ガルバーニャ - モンタクート - サン・セバスティアーノ・クローネ |

### 地震分類
イタリアの地震リスク階級 (it) では、3 に分類される
。

## 行政

### 分離集落
デルニーチェには、以下の分離集落（フラツィオーネ）がある。
- Bregni, Cascina Carano, Gropparo, Montebore, Parogna, Poggiolo, Vigana, Vigoponzo, Fontanelle